# Hermann Geiger
Pour les articles homonymes, voir Geiger.
 (octobre 2018).
Si vous disposez d'ouvrages ou d'articles de référence ou si vous connaissez des sites web de qualité traitant du thème abordé ici, merci de compléter l'article en donnant les références utiles à sa vérifiabilité et en les liant à la section « Notes et références ».
Hermann Geiger, né le 27 octobre 1914 à Savièse en Valais, et mort le 26 août 1966 à Sion, est un pilote d'avion suisse. Surnommé le pilote des glaciers ou  l'aigle de Sion ou encore le Saint Bernard volant, Hermann Geiger est un pionnier du sauvetage en montagne.

## Biographie
À l’âge de 15 ans, Hermann Geiger commence un apprentissage de mécanicien dans un garage de Sion. Parallèlement, il construit un planeur avec des amis et prend ses premières leçons de vol à voile. Au terme de son apprentissage, il est engagé à l'aérodrome de Berne où il peut obtenir ses brevets de vol à voile et à moteur. Au début des années 1940, il se retrouve à Winterthour pour y suivre une formation d'agent de police. Durant ses heures de loisirs, il donne des cours de vol. En 1946, il est de retour à Sion où il est engagé comme agent de police puis, en 1947, comme gardien de l'aérodrome civil. Il devient instructeur, puis chef-pilote et enfin chef de place, place qu'il occupera jusqu'en 1965.
Il poursuit désormais un but : se poser dans les Alpes. Deux précurseurs, le Suisse François Durafour, en 1921, et l'as de guerre allemand Ernst Udet, en 1932, avaient déjà tenté l'expérience avec succès d'un atterrissage sur glacier et avaient été étudiés par Hermann Geiger. Hermann Geiger apprivoise la montagne en commençant par effectuer des largages. Après avoir conçu un système spécial d'ouverture de la soute, il ravitaille les cabanes et alimente les animaux sauvages bloqués par les neiges en larguant des bottes de foin. Le 10 mai 1952, aux commandes d'un Piper de 125 chevaux équipé de skis rétractables, il se pose pour la première fois sur le glacier de la Kander. Sa technique consistait à atterrir en remontant la pente et, pour repartir il lançait son engin dans la pente.
Le 16 juillet 1953, il réussit à poser son avion à 4 370 m d’altitude, au sommet du glacier du mont Rose.
À partir de 1957, il accomplit une formation de pilote d'hélicoptère à Paris. En 1965, il fonde, en compagnie de Bruno Bagnoud, la compagnie d'aviation Air-Glaciers. Ils seront rejoints par Fernand Martignoni.
Le 26 août 1966, un accident sur la piste de l’aérodrome de Sion met fin à sa carrière. Trois jours plus tard, une foule immense assiste à ses obsèques. Une année après son décès, une marche anniversaire réunit 1 700 personnes. À cette occasion, une stèle funéraire a été inaugurée à l'aérodrome de Sion.
En automne 1957, la Télévision suisse romande (TSR) diffuse une série de quatre émissions Pilote des glaciers sur Hermann Geiger. Un documentaire issus des meilleurs moments est remonté en vue de la participation de la TSR au concours de télévision du prix Italia 1958. Il remporte le prix de la Ville de Venise. Ce film de Jean-Jacques Lagrange fait l'historique des tentatives d'atterrissage en montagne et montre Hermann Geiger dans ses diverses activités avec son Piper Super Cub et son hélicoptère.

## Sources
- Fonds : Hermann Geiger (1939-1979) [0,45 mètre].  Cote : CH AEV, Hermann Geiger. Sion : Archives de l'État du Valais (présentation en ligne).